# Wereldkampioenschappen zwemmen 2013 – 1500 meter vrije slag vrouwen
De 1500 meter vrije slag voor vrouwen op de wereldkampioenschappen zwemmen 2013 in Barcelona vond plaats op 29 juli, series, en 30 juli 2013, finale. Na afloop van de series kwalificeerden de acht snelste zwemmers zich voor de finale.

## Records
Voorafgaand aan het toernooi waren dit het wereldrecord en het kampioenschapsrecord
| Wereldrecord         | Kate Ziegler    | 15.42,54 | Mission Viejo | 17 juni 2007 |
| Kampioenschapsrecord | Alessia Filippi | 15.44,93 | Rome          | 28 juli 2009 |

## Uitslagen

### Series
| Rang | Serie | Baan | Naam                   | Land                | Tijd     | Bijz. |
| ---- | ----- | ---- | ---------------------- | ------------------- | -------- | ----- |
| 1    | 1     | 4    | Lotte Friis            | Denemarken          | 15:49.18 | Q     |
| 2    | 3     | 4    | Katie Ledecky          | Verenigde Staten    | 15:49.26 | Q     |
| 3    | 1     | 5    | Kristel Köbrich        | Chili               | 15:54.30 | Q     |
| 4    | 3     | 3    | Mireia Belmonte García | Spanje              | 16:00.31 | Q     |
| 5    | 2     | 6    | Boglárka Kapás         | Hongarije           | 16:02.58 | Q     |
| 6    | 1     | 6    | Lauren Boyle           | Nieuw-Zeeland       | 16:02.90 | Q     |
| 7    | 2     | 5    | Chloe Sutton           | Verenigde Staten    | 16:04.72 | Q     |
| 8    | 3     | 5    | Xu Danlu               | China               | 16:05.59 | Q     |
| 9    | 2     | 4    | Jazmin Carlin          | Verenigd Koninkrijk | 16:06.46 |       |
| 10   | 2     | 3    | Martina Caramignoli    | Italië              | 16:15.65 |       |
| 11   | 1     | 7    | Andreina Pinto         | Venezuela           | 16:15.99 |       |
| 12   | 1     | 3    | Leonie Beck            | Duitsland           | 16:17.12 |       |
| 13   | 2     | 2    | Chelsea Gubecka        | Australië           | 16:21.82 |       |
| 14   | 3     | 6    | Sarah Köhler           | Duitsland           | 16:24.42 |       |
| 15   | 3     | 2    | Erika Villaécija       | Spanje              | 16:25.07 |       |
| 16   | 1     | 2    | Julia Hassler          | Liechtenstein       | 16:33.61 |       |
| 17   | 3     | 7    | Tjasa Oder             | Slovenië            | 16:35.96 |       |
| 18   | 2     | 7    | Susana Escobar         | Mexico              | 16:39.24 |       |
| 19   | 2     | 1    | Virginia Bardach       | Argentinië          | 16:47.59 |       |
| 20   | 3     | 1    | Han Na-kyeong          | Zuid-Korea          | 16:55.46 |       |
| 21   | 3     | 8    | Valerie Gruest         | Guatemala           | 17.14.19 |       |
| 22   | 1     | 1    | Lani Cabrera           | Barbados            | 17:38.41 |       |
| 23   | 2     | 8    | Daniele Miyahara       | Peru                | 17:56.85 |       |

### Finale
| Rang   | Baan | Naam                    | Land             | Tijd     | Bijz.  |
| ------ | ---- | ----------------------- | ---------------- | -------- | ------ |
| Goud   | 5    | Katie Ledecky           | Verenigde Staten | 15.36,53 | WR, CR |
| Zilver | 4    | Lotte Friis             | Denemarken       | 15.38,88 | ER     |
| Brons  | 7    | Lauren Boyle            | Nieuw-Zeeland    | 15.44,71 |        |
| 4      | 6    | Mireia Belmonte         | Spanje           | 15.58,83 |        |
| 5      | 8    | Xu Danlu                | China            | 16.00,44 |        |
| 6      | 3    | Kristel Köbrich Schimpl | Chili            | 16.01,94 |        |
| 7      | 2    | Boglárka Kapás          | Hongarije        | 16.06,89 |        |
| 8      | 1    | Chloe Sutton            | Verenigde Staten | 16.09,65 |        |